# Optično vlakno
Optično vlakno je zelo tanko vlakno optično čiste snovi, po katerem lahko potuje svetloba. Uporabljamo jih za prenos tako vidne svetlobe kot tudi infrardečega in ultravijoličnega valovanja. Najpogosteje so optična vlakna narejena iz kremenčevega stekla, ki je čisti silicijev dioksid v amorfni strukturi, redkeje pa iz umetnih snovi. Optično vlakno je sestavljeno iz jedra (sredice), po kateri potuje svetloba, obloge (plašča), ki omejuje potovanje svetlobo po jedru, in zaščitne prevleke, ki varuje vlakno pred poškodbami. Razširjanje svetlobe po vlaknu temelji na pojavu popolnega (totalnega) odboja, do katerega pride na meji med jedrom z večjim in oblogo z manjšim lomnim količnikom. 
Optična vlakna na široko uporabljamo v telekomunikacijah, kjer nadomeščajo bakrene vodnike. Njihova prednost je v bistveno večji količini informacij, ki jih je mogoče prenesti po enem vlaknu, majhnih izgubah in neobčutljivosti na elektromagnetne motnje iz okolice. Vlakna so uporabna tudi za osvetljevanje ali prenos slike, na primer v endoskopiji. Posebne izvedbe optičnih vlaken se uporabljajo v vlakenskih laserjih.

## Zgodovina
Vodenje svetlobe s pomočjo totalnega odboja sta prvič demonstrirala Jean-Daniel Colladon in Jacques Babinet v Parizu leta 1842. Colladon je opisal  »svetlobno fontano« v članku iz istega leta z naslovom On the reflections of a ray of light inside a parabolic liquid stream. V posodo z vodo, iz katere je izhajal vodni curek, je posvetil s svetlobo in opazil, da svetloba ostaja ujeta v vodnem curku. S tem je demonstriral pojav totalnega odboja pri prehodu iz snovi z večjim lomnim količnikom (vode) v snov z manjšim lomnim količnikom (zrak). John Tyndall je 12 let kasneje vključil prikaz pojava v svojih javnih predavanjih v Londonu.
Alexander Graham Bell in Charles Sumner Tainter sta leta 1880 v Voltovem laboratoriju v Washingtonu izumila fotofon, ki je prenašal glasovni signal na svetlobnem žarku. Žarek sončne svetlobe je fokusiral z zrcalom in govoril v mehanizem, ki je zanihal zrcalo. Na sprejemnem koncu je sprejemnik pobral nihajoči žarek in ga nazaj dekodiral v glas, kakor ga dekodira telefon s pomočjo električnih signalov. Bell poskusov s fotofonom ni nadaljeval, ker je na njegovo delovanje vplivalo več dejavnikov, na primer oblačno vreme.
Prvi primeri uporabe optičnih vlaken so se pojavili v začetku 20. stoletja kot sredstvo za komunikacije na kratke razdalje in za prenos slike v medicini, npr. v zobozdravstvu ali pri pregledovanju želodca. Načelo prenašanja slike z optičnimi vlakni sta neodvisno demonstrirala Clarence Hansell in John Logie Baird v dvajsetih letih 20. stoletja. Primer uporabe optičnega vlakna v gastroskopu je bila prvič predstavljen leta 1956. 
Prelomni dogodek za uporabo optičnih vlaken za komunikacijo na daljše razdalje se je zgodil leta 1965, ko sta Charles Kuen Kao in George Alfred Hockham ugotovila, da so izgube pri prenosu v obstoječih vlaknih v večji meri posledica nečistoč in ne fizikalnih načel, kakršno je na primer sipanje. Na ta način bi lahko izgube iz 1,000 dB/km, kolikor so tipično znašale v takrat obstoječih vlaknih, zmanjšali pod 20 dB/km. Ugotovila sta, da je najprimernejša snov za izdelavo optičnih vlaken zelo čisto kvarčno steklo. Za to odkritje je Kao prejel Nobelovo nagrado za fiziko leta 2009.
Leta 1970 so pri Corning Glass Works iz New Yorka izdelali optična vlakna s slabitvijo 20 dB/km. Vlakna so bila sicer občutljiva na poškodbe, vendar so poskusi potrdili izredno majhno slabitev svetlobnih žarkov. Nekaj let kasneje so izdelali optično vlakno z izgubami 4 dB/km, kar je omogočilo prenos signalov na daljše razdalje. Današnji kabli iz optičnih vlaken imajo slabitev od 0,2 do 0,3 dB/km, kar omogoča še večje razdalje med ojačevalniki signalov.

## Zgradba
Jedro (sredica) steklenega optičnega vlakna ima tipično premer od nekaj mikrometrov do nekaj 100 mikrometrov in je skoraj izključno narejena iz kvarčnega stekla z lomnim količnikom okoli 1,5. Kvarčno steklo skorajda brez izgub prenaša svetlobo na širokem območju valovnih dolžin. Ker večino izgub prispevajo nečistoče, je zelo pomembna čistost kvarčnega stekla, ki mora biti v sredici čim višja. Absorbcija v kvarčnem steklu je še posebej nizka okoli valovnih dolžine 1,5 mikrometra, kjer znašajo izgube okoli 0,2 dB/km. Kvarčno steklo ima tudi dobro mehansko odpornost na nateg in zvijanje, ob tem pa je tudi kemijsko inertno in ni higroskopno.
Obloga (plašč) ima tipično debelino med 125 in 600 mikrometri. Vlakna z debelino 125 mikrometri so standardizirana za uporabljajo v optičnih komunikacijah. Obloga optičnega vlakna je ravno tako iz kvračnega stekla, ki mu je dodana majhna količina nečistoč, ki spremeni lomni količnik, tako da je ta manjši od lomnega količnika jedra. Kot dodatek se pogosto uporabljata bor in fluor. Meja med obema plastema je lahko ostra (stopničast lomni lik), lahko pa se lomni količnik postopoma spreminja (gradientni lomni lik). 
Steklenemu optičnemu vlaknu je dodan še polimerni ovoj (debelina 250-1400 mikrometrov), ki ščiti stekleno strukturo pred mehanskimi poškodbami. V telekomunikacijskih vlaknih ima zaščitni polimer višji lomni količnik od obloge in visoko slabljenje, da se s tem odstrani morebitno potovanje svetlobe po oblogi, kar bi motilo prenos informacijskega signala.
Poleg običajnega optičnega vlakna z enim jedrom so poznana tudi vlakna z več jedri (večjedrna optična vlakna).

## Postopek izdelave
Danes je najbolj uveljavljen dvostopenski postopek izdelave steklenega optičnega vlakna. Prva stopnja obsega izdelavo surovca – steklene palice, v katerem sta sestava v jedru in prečni profil lomnega količnika enaka kot v končnem vlaknu. Tipične surovec ima premer nekaj deset centimetrov in dolžino preko enega metra. V drugi stopnji pa se surovec segreje do temperature, pri kateri se steklo zmehča, ter se ga potegne v optično vlakno na vlečnem stolpu. Med postopkom vlečenja, se na površino golega vlakna nanaša polimerno zaščito, ki preprečuje mehanske poškodbe.     
Obstaja več postopkov izdelave steklenih surovcev. Večina od njih temelji na postopku kemične depozicije iz parne faze (angl. Chemical Vapor Deposition – CVD). Molekule silicijevega dioksida in primesi nastanejo v kemični reakciji iz plinastih reagentov ter se usedajo na površino. Pri tem nastane porozna plast, ki se ob kratkotrajnem segrevanju na visoko temperaturo spremeni v transparentno. Prekurzor za steklo je SiCl4, ki ob reakciji s kisikom tvori SiO2: SiCl4 + O2 = SiO2 + 2Cl2.     
Najpogosteje se surovec izdela po postopku modificirane kemične depozicije iz parne faze (angl. Modified Chemical Vapor Deposition - MCVD). Pri postopku MCVD nanašanje steklenih plasti poteka znotraj steklene cevi, ki po končani izdelavi predstavlja zunanjo plast optičnega vlakna. Z izbiro ustreznih reagentov je mogoče doseči poljubno obliko lomnega količnika oziroma lastnosti optičnega vlakna. Poleg postopka MCVD obstajajo še: zunanja depozicija iz parne faze (angl. Outside Vapor Deposition - OVD), osna depozicija iz parne faze (angl. Vapor Axial Deposition -VAD) in plazemska kemična depozicija iz parne faze (angl. Plasma Chemical Vapor Deposition - PCVD).      
Poleg postopkov CVD pa se za izdelavo surovcev uporablja tudi je oplaščenje (angl. Jacketing ali Rod-in-Tube). Pri tem postopku se surovec ali palico z višjim lomnim količnikom vstavi v cev in se s pomočjo segrevanja na visoko temperaturo oboje postopno združi v končni surovec.      

## Načelo delovanja
Prenos svetlobe po optičnem vlaknu temelji na totalnem odboju na meji med sredico in plaščem, ki ima nižji lomni količnik kot sredica. Do totalnega odboja pride, kadar svetloba vpada na mejo pod kotom, ki je večji od mejnega kota {\displaystyle \theta _{c}}, določenega z zvezo {\displaystyle sin\theta _{c}=n_{2}/n_{1}}. Pri tem je {\displaystyle n_{1}} lomni količnik sredice, {\displaystyle n_{2}} pa lomni količnik plašča. Zaradi tega pogoja se bo po vlaknu širila le svetloba, ki vanj vstopi pod primernim kotom. Ta kot mora biti večji od kota totalnega odboja. Količini {\displaystyle sin(\pi /2-\theta _{c})}, ki določa največji kot divergence svetlobnega snopa, ki je še ujet v vlaknu, rečemo numerična apertura NA. Razlika lomnih količnikov je navadno majhna, le nekaj stotink, numerična apertura pa ima vrednost okoli desetinke.

### Lastna stanja in rodovi v vlaknu
Optično vlakno kot valovni vodnik podpira le določene načine razširjanja svetlobe. Lastne rešitve valovne enačbe popišemo z dvema številoma: azimutalnim številom l, ki pove stopnjo kotne simetrije, in radialnim številom m, ki pove število lokalnih maksimumov na radialni osi. Za vsako kombinacijo (l,m) sta možni dve polarizaciji. Taka lastna stanja imenujemo rodovi. Število rodov, ki se lahko širijo po vlaknu, je odvisno od valovne dolžine, premera sredice {\displaystyle d} in numerične aperture NA. To odvisnost zapišemo s številom V:
{\displaystyle V={\frac {\pi d}{\lambda _{0}}}NA\!\,,}
kjer je {\displaystyle \lambda _{0}} valovna dolžina v vakuumu. Vedno je prisotna vsaj ena rešitev – {\displaystyle LP_{01}}. Vlakna, po katerih potuje le en rod, imenujemo enorodovna. Če je V večji od prve ničle Besslove funkcije {\displaystyle J_{0}} (približno 2,405), se po vlaknu lahko razširja več rodov. Taka vlakna imenujemo večrodovna.

### Mehanizmi izgub
Izgube opišemo kot zmanjšanje intenzitete svetlobe pri potovanju vzdolž vlakna in jih merimo v dB/km. Izgube so pomembne predvsem pri prenosu signala na večje razdalje. Izgube v optičnem vlaknu so posledica sipanja in absorpcije. Količina sipane svetlobe je odvisna od valovne dolžine svetlobe. Pri visokih intenzitetah (gostotah moči) svetlobe lahko pride do sipanja kot posledica nelineranih optičnih procesov v vlaknu. Do izgube signala prihaja tudi zaradi absorpcije v snovi. Količina absorbirane svetlobe je odvisna od valovne dolžine in primesi v opričnem vlaknu.

### Disperzija
O disperziji svetlobnega signala govorimo, kadar pride do podaljšanja svetlobnih impulzov pri potovanju po vlaknu, kar posledično omejuje količino informacij, ki jo je mogoče poslati po vlaknu dane dolžine. Ločimo tri vrste disperzije:
1. rodovno disperzijo,
2. snovno (materialno) disperzijo,
3. valovodno disperzijo in
4. polarizacijsko rodovno disperzijo.

Rodovna disperzija se pojavi v mnogorodovnih vlaknih. Podaljševanje impulza {\displaystyle \Delta \mathrm {T} ={\frac {L}{c_{0}}}(n_{1}-n_{2})} je odvisno od dolžine vlakna ter lomnega količnika sredice in plašča.
Snovna (materialna) disperzija prevladuje v enorodovnem vlaknu in je odvisna od lomnega količnika za posamezno valovno dolžino. Nastane ker se različne valovne dolžine razširjajo z različnimi hitrostmi. To je posledica odvisnosti lomnega količnika od frekvence svetlobe. Podaljševanje impulza znaša {\displaystyle \Delta \mathrm {T} =LD\delta \lambda } kjer je {\displaystyle D=-{\frac {\lambda _{0}}{c_{0}}}{\frac {d^{2}n}{d\lambda ^{2}}}}, {\displaystyle \lambda _{0}} centralna valovna dolžina sunka, {\displaystyle \delta \lambda } pa njegova širina.
Valovodna disperizija je odvisna od karakteristične zgradbe posameznega vlakna.
Polarizacijska rodovna disperzija je odvisna od polarizacije optičnega signala in dvolomnosti optičnega vlakna. 

## Uporaba

### Telekomunikacije
Optična vlakna so zaradi majhnih izgub primerna za prenos velike količine informacij v optičnih komunikacijah. Kot vir svetlobe se uporablja polprevodniški laser, ki oddajajo izredno kratke svetlobne impulze, svetlobo pa nazaj v električni tok pretvori fotodioda. Hitrost laserjev lahko izkoristimo za multipleksiranje več telefonskih linij na kabel iz optičnih vlaken. Za primerjavo, na eno bakreno parico lahko spravimo 24 digitalnih telefonskih priključkov (recimo velikosti reda do 30). Na tipičen optični kabel lahko spravimo 32000 digitalnih telefonskih priključkov, na novejših sistemih pa prek 500000. To lahko seveda izkoristimo tudi za večje hitrosti povezav do končnega uporabnika.
Vsako optično vlakno lahko z uporabo različnih valovnih dolžin prenaša informacije po več kanalih naekrat, kar imenujemo walovnodolžinsko razvrščanje oziroma multipleksiranje (WDM). Tipično lahko prenašajo med 10 in 40 Gbit/s. Dosedanji rekord pri prenosu je uspel v Bellovih laboratorijih, ki jim je uspel prenos po 155 kanalih, vsak od njih pa je prenašal 100 Gbit/s. 
Prednost prenosa informacij po optičnem kablu na krajše razdalje je v prihranku prostora, saj eno optično vlakno nadomesti več električnih kablov. Na prenos signala po optičnih vlaknih ravno tako ne vplivajo elektične motnje iz okolice. Optična vlakna tudi ne prevajajo električnega toka in tako varujejo komunikacijske naprave pred visoko napetostjo pri npr. udaru strele.

### Zaznavala na osnovi optičnih vlaken
Optična vlakna se lahko uporabi kot zaznavala za merjenje temperature, tlaka ali natega, ki spremenijo značilnosti vlakna tako, da merjena količina spremeni intneziteto, fazo, polarizacijo ali pa valovno dolžino prepuščene svetlobe. Optična vlakna se lahko uporabi tudi zgolj za prenos signala do merilne priprave. S tem omogočajo opravljanje meritev tudi na mestih, ki bi bila drugače za merjenje nedostopna. Zgled je npr. meritev temperature v reakcijskih motorjih, kjer optično vlakno prevaja sevanje do pirometra, ki se nahaja zunaj motorja. Podobno načelo se uporablja pri meritvi temperature električnih transformatorjev, kjer zaradi močnih elektomagnetnih polj merjenje ni mogoče.

### Druge možnosti uporabe
Optična vlakna so uporabna kot izvor svetlobe v medicinskih aplikacijah, kjer objektov ni možno neposredno osvetliti. Ravno tako v nekaterih zgradbah s pomočjo tehnologije optičnih vlaken preusmerjajo sončno svetlobo iz streh v njihovo notranjost. Skupek optičnih vlaken se lahko uporablja kot endoskop, ki omogoča opazovanje objektov skozi odprtine. Medicinske izvedbe endoskopov se uporabljajo za minimalno invazivne preglede in opazovanje poteka kirurških operacij. Optična vlakna, dopirana z elementi redkih zemelj kot npr. erbijem, se lahko uporablja kot ojačevalno sredstvo v vlakenskih laserjih.